# Aframomum daniellii
Aframomum daniellii là một loài thực vật có hoa trong họ Gừng. Loài này được Joseph Dalton Hooker mô tả khoa học đầu tiên năm 1852 dưới danh pháp Amomum daniellii. Năm 1904, Karl Moritz Schumann chuyển nó sang chi Aframomum.

## Phân bố
Loài này có ở Angola, Cameroon, Cộng hòa Trung Phi, Congo, Guinea Xích đạo, Gabon, các đảo trong vịnh Guinea, Kenya, Nigeria, Uganda.